# Mas Brugat
El Mas Brugat és una masia de la Jonquera inclosa a l'Inventari del Patrimoni Arquitectònic de Catalunya.

## Descripció
És un mas aixecat, en gran part, sobre la roca. Salva el desnivell existent del sòl anivellant el pis amb la qual cosa el baix és de diferent alçada. La casa trasllada les seves forces internes a una sèrie de pilars situats en els punts més adients, sovint les cantonades. S'accedeix al pis a través de 2 escales. A l'entrada principal s'hi arriba per una galeria. A migdia, a través de la tramuntana, hi ha una balconada a la qual donen dues finestres.
Hi ha bon nombre d'obertures, totes elles de punt rodó, lleugerament ultra passades de radi. Igualment tenen una mena de cornisa, amb mosaic verd a la part superior, amb una motllura que ressegueix amb tres mosaics verds: un situat a manera de clau, i els altres dos en la línia d'impostes. La façana es troba pintada de color blanc, excepció dels pilars que intentant simular pedra, són pintats a manera de carreus de color grisós. No hi podien faltar els tons verdosos dels coronaments del teulat i dels mosaics.